# Парошки, Милан
Милан Парошки (род. 5 марта 1957, Turija, Воеводина) — сербский писатель и политик.

## Биография
Он выступил с речью на акции протеста 9 марта 1991 года в Белграде. Парошки выступал за то, чтобы Союзная Республика Югославия признала Республику Сербская Краина, и был лидером сербского движения четников в 1993 году.
Он баллотировался на пост президента Сербии как кандидат от Народной партии и сербской оппозиции на всеобщих выборах в Сербии 1992 года, где получил 147 693 голоса. Он снова баллотировался в президенты (вновь как кандидат от Народной партии) на всеобщих выборах в Сербии 1997 года, где получил 27 100 голосов.
В 2017 году Парошки стал основателем христианской националистической партии «Здоровая Сербия».

## Опубликованные книги
- RH negativno, 1990
- Hronika za ujedinjeno srpsko kraljevstvo, 1993
- O državi i narodu, 2000
- Andavil, 2001
- Raci, 2003
- Ra i novi svetski poredak, 2003
- Usekovanije, 2006
- Sveti Sava i Solomonova mudrost, 2009
- Skupštinska proročanstva, 2012
- Sorabi su prezali irvase, 2015